# Jerko Bezić
Jerko Bezić (Kranj, 10. lipnja 1929. – Zagreb, 9. siječnja 2010.) bio je hrvatski etnomuzikolog i akademik. 

## Životopis
Jerko Bezić, prvak hrvatske etnomuzikologije, rodom je iz hrvatsko-slovenske obitelji. Škole je završio u Zagrebu i Zadru. Potom odlazi u Ljubljanu studirati etnologiju i muzikologiju. Diplomirao je na temi glazbenoga kazališta u Zadru u 19. stoljeću. Bavio se istraživanjem glagoljaškoga pjevanja te je 1970. i doktorirao na Sveučilištu u Ljubljani disertacijom Razvoj i oblici glagoljaškog pjevanja u sjevernoj Dalmaciji.
Naslijedio je 1964. prof. Vinka Žganca na odsjeku za folklornu glazbu na Institutu za narodnu umjetnost (Institut za etnologiju i folkloristiku). 
Na zagrebačkoj Muzičkoj akademiji uvodi kolegij etnomuzikologije. Bio je višegodišnji član Društva folklorista Hrvatske i važni sudionik Zagrebačke smotre folklora. Godine 1981. HAZU (ondašnja JAZU) izabrala ga je za člana suradnika, 1988. za izvanrednog člana, a 1991. ga je primila u redovno članstvo. Osim što je bio članom, u HAZU je obnašao nekoliko dužnosti.
Utemeljio je 1992. Hrvatsko muzikološko društvo, zajedno sa Stanislavom Tuksarom, Emilom Čićem i inim muzikolozima.

## Nagrade i priznanja
- 1999. svečani zbornik Hrvatskog muzikološkog društva Glazba, folklor i kultura posvećen je njemu
- 2007. nagrada Dragan Plamenac za životno djelo[2]

## Vanjske poveznice
- Hrvatska akademija znanosti i umjetnosti: akademik Jerko Bezić (životopis)  Arhivirana inačica izvorne stranice od 31. listopada 2013. (Wayback Machine)
- Institut za etnologiju i folkloristiku: Dr. sc. Jerko Bezić (životopis)
- Hrvatsko društvo skladatelja: Jerko Bezić (životopis)  Arhivirana inačica izvorne stranice od 13. lipnja 2007. (Wayback Machine)
- Virtualni muzej tradicijske glazbe Međimurja: Jerko Bezić (životopis)
- Emil Čić: »Akademik Jerko Bezić i njegovo djelo«  Arhivirana inačica izvorne stranice od 17. veljače 2021. (Wayback Machine), Vijenac br.418/2010.
- Igor Brešan: www.slobodnadalmacija.hr »IN MEMORIAM Jerko Bezić: Adio brižnome etnorizničaru«, Slobodna Dalmacija